# Campionati mondiali di sci d'erba
I campionati mondiali di sci d'erba si svolgono regolarmente ogni due anni a partire dal 1979.
La prima edizione si svolse a Bryce Resort negli Stati Uniti e l'ultima e ventesima edizione in Austria, precisamente a Kaprun.

## Edizioni
| Edizione | Anno | Città                       | Paese       |
| -------- | ---- | --------------------------- | ----------- |
| 1        | 1979 | Bryce Resort                | Stati Uniti |
| 2        | 1981 | Alberschwende               | Austria     |
| 3        | 1983 | Kiama                       | Australia   |
| 4        | 1985 | Owen/Teck                   | Germania    |
| 5        | 1987 | Nobeyama                    | Giappone    |
| 6        | 1989 | Kindberg                    | Austria     |
| 7        | 1991 | Bursa                       | Turchia     |
| 8        | 1993 | Asiago                      | Italia      |
| 9        | 1995 | Kálnica                     | Slovacchia  |
| 10       | 1997 | Müstair                     | Svizzera    |
| 11       | 1999 | Gaal                        | Austria     |
| 12       | 2001 | Forni di Sopra              | Italia      |
| 13       | 2003 | Castione della Presolana    | Italia      |
| 14       | 2005 | Dizin                       | Iran        |
| 15       | 2007 | Olešnice v Orlických horách | Rep. Ceca   |
| 16       | 2009 | Rettenbach                  | Austria     |
| 17       | 2011 | Goldingen                   | Svizzera    |
| 18       | 2013 | Shichikashuku               | Giappone    |
| 19       | 2015 | Tambre                      | Italia      |
| 20       | 2017 | Kaprun                      | Austria     |
| 21       | 2019 | Marbachegg                  | Svizzera    |
| 22       | 2021 | Stitna Nad Vlari            | Rep. Ceca   |
| 23       | 2023 | Cortina d'Ampezzo           | Italia      |
| 24       | 2025 | Stitna Nad Vlari            | Rep. Ceca   |

## Medagliere per nazioni aggiornato al 2017
| Nazione    | Oro | Argento | Bronzo | Totale |
| ---------- | --- | ------- | ------ | ------ |
| Austria    | 44  | 45      | 52     | 141    |
| Italia     | 29  | 35      | 38     | 102    |
| Rep. Ceca  | 23  | 23      | 14     | 60     |
| Svizzera   | 22  | 13      | 15     | 50     |
| Germania   | 20  | 24      | 23     | 67     |
| Slovacchia | 7   | 7       | 4      | 18     |
| Giappone   | 5   | 4       | 5      | 14     |
| Francia    | 2   | 4       | 0      | 6      |
| Ungheria   | 0   | 1       | 0      | 1      |